# シャキ県
シャキ県（シャキけん、アゼルバイジャン語: Şəki rayonu、レズギ語: Шаки район）は、アゼルバイジャン北西部のシャキ＝ザガタラ経済地区の県。

## 概要
県都はシャキ。2015年の人口は約18.1万人。
接する自治体は北から時計回りに
- ロシア・ダゲスタン共和国
- オグズ県（英語版）
- ガバラ県（英語版）
- アグダシュ県
- イェヴラフ県
- ガフ県（英語版）

また、シャキ市を囲んでいる。